# Hecateo de Abdera
Hecateo de Abdera (Ἑκαταῖος ὁ Ἀβδηρίτης) o Hecateo de Teos fue un historiador y filósofo griego de la escuela escéptica, nacido en Abdera o en Teos y florecido en el siglo IV a. C. No debe confundirse con su homónimo: el también historiador Hecateo de Mileto, que vivió dos siglos antes.
Discípulo de Pirrón y contemporáneo de Alejandro Magno, Hecateo acompañó a Ptolomeo I Soter en una expedición a Siria, y remontó con él el Nilo hasta Tebas (Diógenes Laercio IX.61). Como resultado de sus viajes escribió dos obras: Egipciaca (de la Filosofía de los Egipcios) y De los Hiperbóreos, que fueron utilizadas como fuente primaria por Diodoro Sículo. Su descripción de la costumbre egipcia de representar a los dioses como antiguos reyes es considerada una de las fuentes de las que surgiría poco después el evemerismo.
Según la Suda (enciclopedia histórica bizantina), también escribió un tratado sobre Homero y Hesíodo. En Contra Apionem, Flavio Josefo utiliza como fuente dos presuntas obras de Hecateo de Abdera, (de los Judíos  y de Abraham), pero se duda de que fueran realmente de su autoría, así como partes de la Egipciaca, que serían obra de un judío helenístico, dado su punto de vista. Esta sospecha es antigua, pues proviene de Filón de Biblos, citado por Orígenes (Contra Celso, I, 15), que añade que, si acaso son del autor griego, este "se ha dejado persuadir por los judíos y ha acabado por adherirse a sus tesis". Sin embargo, el filólogo clásico Franz Dornseiff y el historiador Arnaldo Momigliano sostienen la autenticidad de los textos y, por tanto, el conocimiento bastante exacto que los griegos podían tener de la cultura hebrea.